# Pau (Pyrénées-Atlantiques)
Pau is een stad in Frankrijk. Met 78.620 inwoners op 1 januari 2022 (206.230 in de agglomeratie anno 2022) is het de grootste stad en tevens prefectuur van het departement Pyrénées-Atlantiques. Het ligt in de regio Nouvelle-Aquitaine.
Tot 1914 was Pau een mondain kuuroord, waar vooral Engelsen de gezonde berglucht kwamen opzoeken. De villa's uit die dagen hebben plaatsgemaakt voor betonnen flatgebouwen met appartementen, maar de Boulevard des Pyrénées met zijn uitzicht is gebleven. Pau is het derde economische en universitaire centrum van het zuidwesten van Frankrijk na Bordeaux en Toulouse.

## Geschiedenis
Eind 11e eeuw werd een kasteel gebouwd door de burggraven van Béarn om de doorwaadbare plaats in de Gave de Pau te beschermen. Bij het kasteel ontstond een dorpje dat later uitgroeide tot de stad Pau. Pau was gelegen tussen de Gave de Pau in het zuiden en de Hédas in het noorden. In 1385 woonden er maar 128 families. Gaston III van Foix-Béarn versterkte het kasteel verder met onder andere de bouw van een donjon en Gaston IV verbouwde het kasteel tot residentie. In 1464 werd Pau de hoofdstad van de Béarn en later die van de koningen van Navarra. Er kwamen allerlei instellingen in de stad, zoals de Monnaie de Béarn (munt), de Conseil de Béarn en de Cour souveraine de Béarn. Pau verkreeg toen ook stadsrechten met vrijstelling van belastingen en het recht om drie jaarmarkten te houden. De stad bloeide en groeide tot buiten haar stadsmuren, voornamelijk in oostelijke richting. In 1592 kwam er een eerste stenen brug over de Gave de Pau.
Hendrik van Navarra, de latere koning Hendrik IV, werd geboren in Pau. Tijdens de reformatie werd Pau een bolwerk van de hugenoten waar de katholieken werden vervolgd. Pau kreeg een protestantse academie en later universiteit. In 1620 werd Béarn aangehecht bij Frankrijk en werd de katholieke eredienst hersteld in Pau door koning Lodewijk XIII. Hij vestigde de hoge rechtbank Parlement de Navarre in Pau. Verschillende kloosterorden stichtten kloosters in Pau en de jezuïeten openden een college. In de 18e eeuw kreeg de stad betere wegverbindingen met de opening van de Pont Royal over de Gave de Pau en ook een brug over de ravijn van de Hédas. Ook na de Franse Revolutie bleef Pau een belangrijk administratief centrum als prefectuur van het departement.

### Moderne tijd

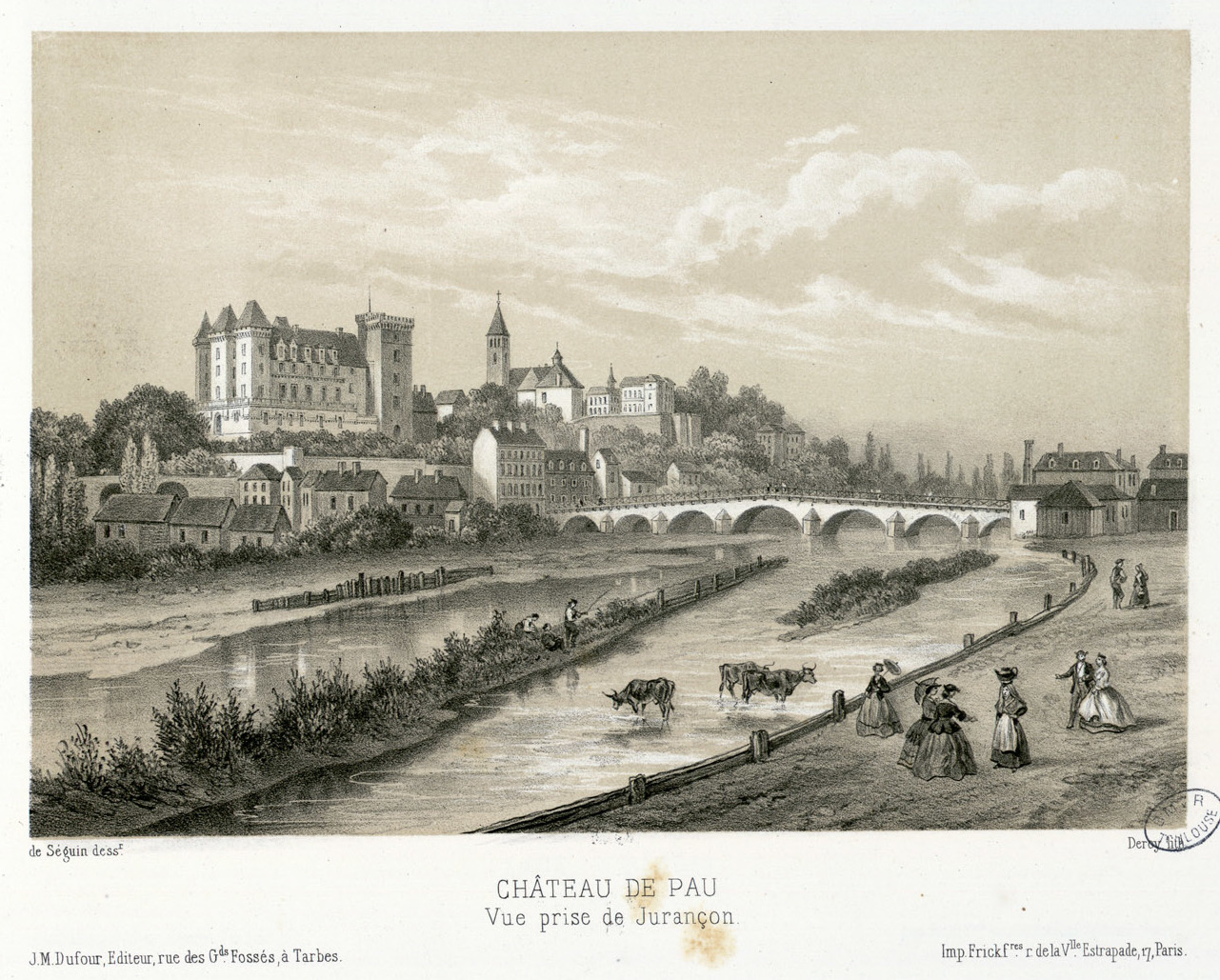
Pau rond 1860

Gedurende een eeuw (tussen 1830 en 1930) was Pau een kosmopolitische stad met hotels, een casino, een hippodroom, een winterpaleis (Palais d'hiver) en een golfclub. De stad trok niet alleen toeristen aan maar veel rijke buitenlanders vestigden zich ook in en rond de stad. De opening van het treinstation in 1863 versterkte deze trend. Rond 1860 waren van de 20.000 inwoners 5.000 buitenlander. De meerderheid van hen kwam uit Engelstalige landen. Zij lieten villa's in Engelse stijl bouwen.
In 1908 verplaatsten de Amerikaanse gebroeders Wright hun vliegschool van Le Mans naar Pau. In de volgende jaren ontstonden nog vier vliegscholen in Pau. Luchtvaartpioniers als Charles de Lambert, Jan Hilgers, Clément van Maasdijk en Georges Guynemer leerden er vliegen. Louis Blériot gaf er les. Vanaf de zomer van 1914 werd Pau het opleidingscentrum van de prille Franse luchtmacht.
Al aan het einde van de 19e eeuw verloor Pau een deel van zijn toeristische aantrekkingskracht ten gunste van de opkomende badplaatsen aan de kust. De Eerste Wereldoorlog en de economische crisis van de jaren 1930 geven de doodsteek aan dit toerisme. In de jaren 1930 wordt begonnen met de bouw van nieuwe wijken. Na de Tweede Wereldoorlog was er een sterke demografische groei en vanaf de jaren 1950 werd begonnen met hoogbouw. In de jaren 1970 werd de universitaire campus uitgebouwd en kwam er meer aandacht voor het historisch patrimonium van de stad. In de volgende decennia werd de stad toeristisch uitgebouwd met autovrije zones en bescherming van het bouwkundig erfgoed.

## Bezienswaardigheden
Het Château de Pau is een kasteel uit de 13e eeuw met een donjon uit de 14e eeuw, dat in de 19e eeuw werd gerestaureerd.

### Musea
- Musée nationale du Château de Pau, met een tentoonstelling over Hendrik Navarra die hier geboren werd
- Musée des Beaux-Arts de Pau, met een collectie schilderijen van de 15e tot de 20e eeuw
- Musée Bernadotte in het 18e-eeuwse geboortehuis van Jean-Baptiste Bernadotte

### Afbeeldingen

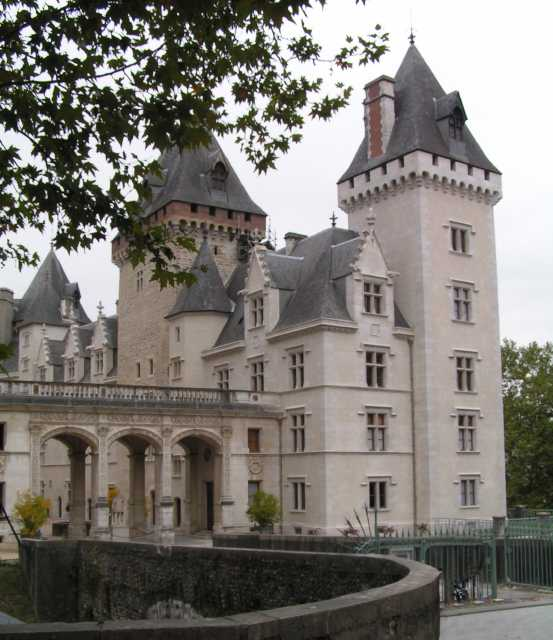
Château de Pau
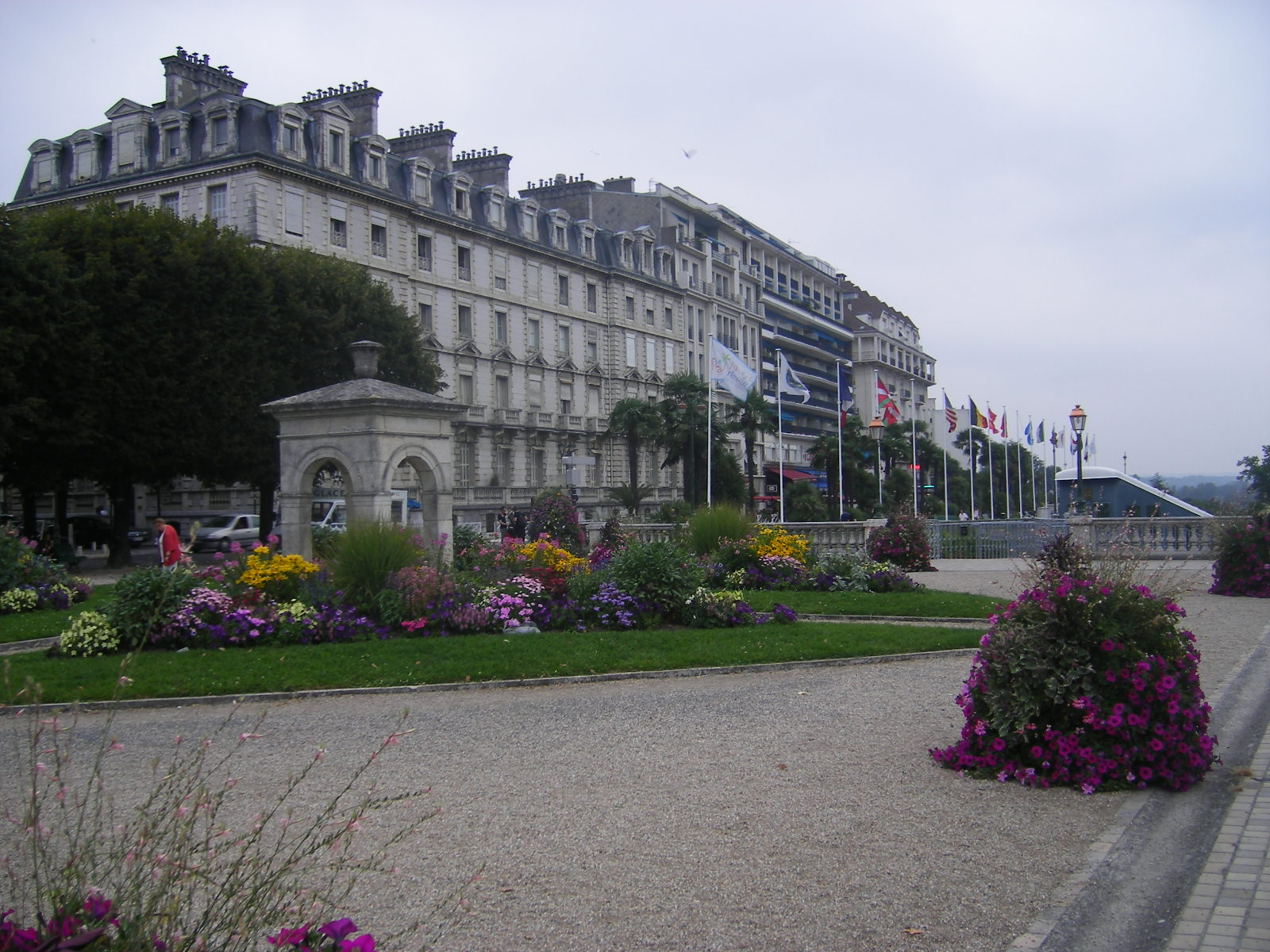
Boulevard des Pyrénées
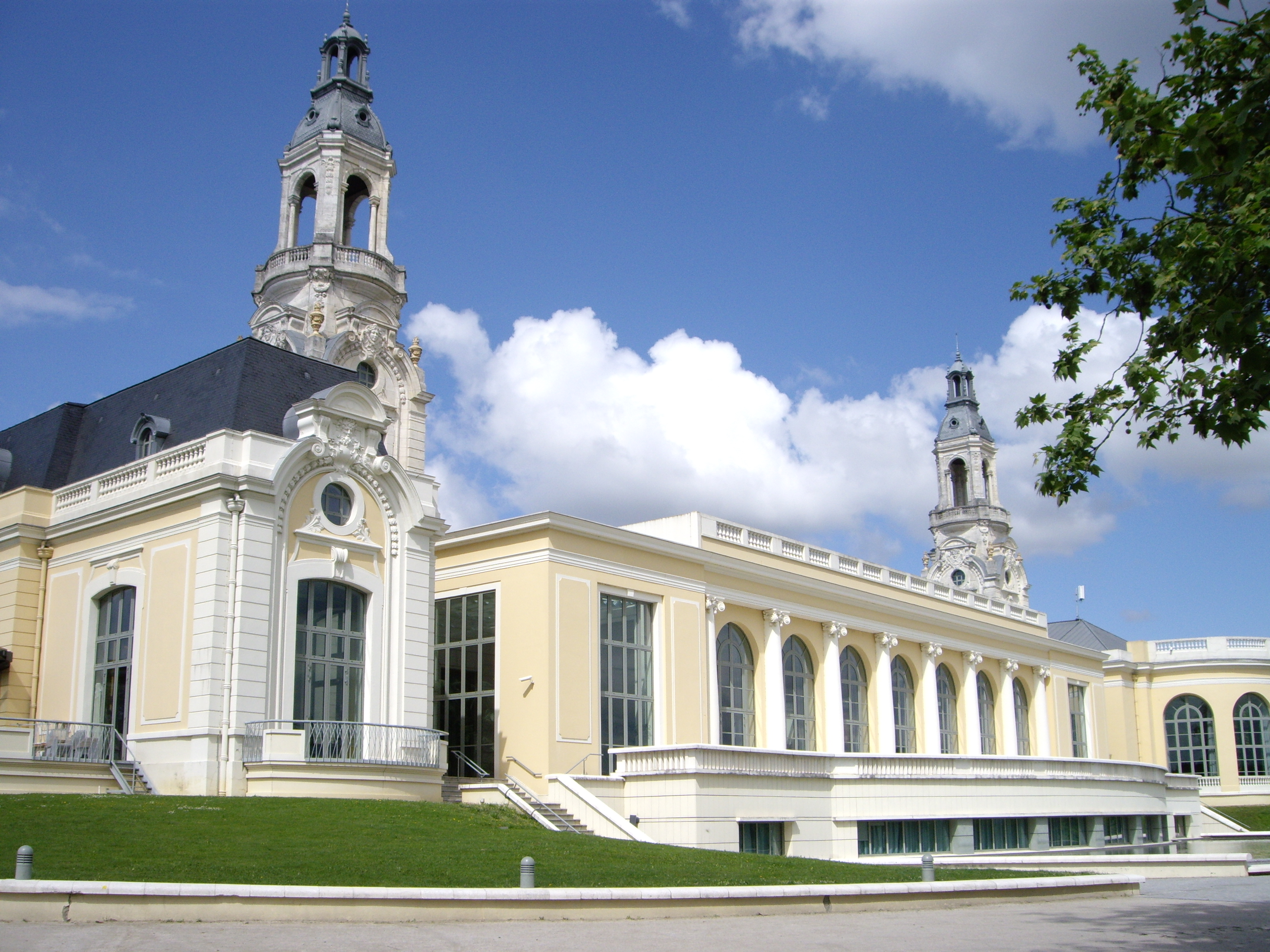
Palais Beaumont
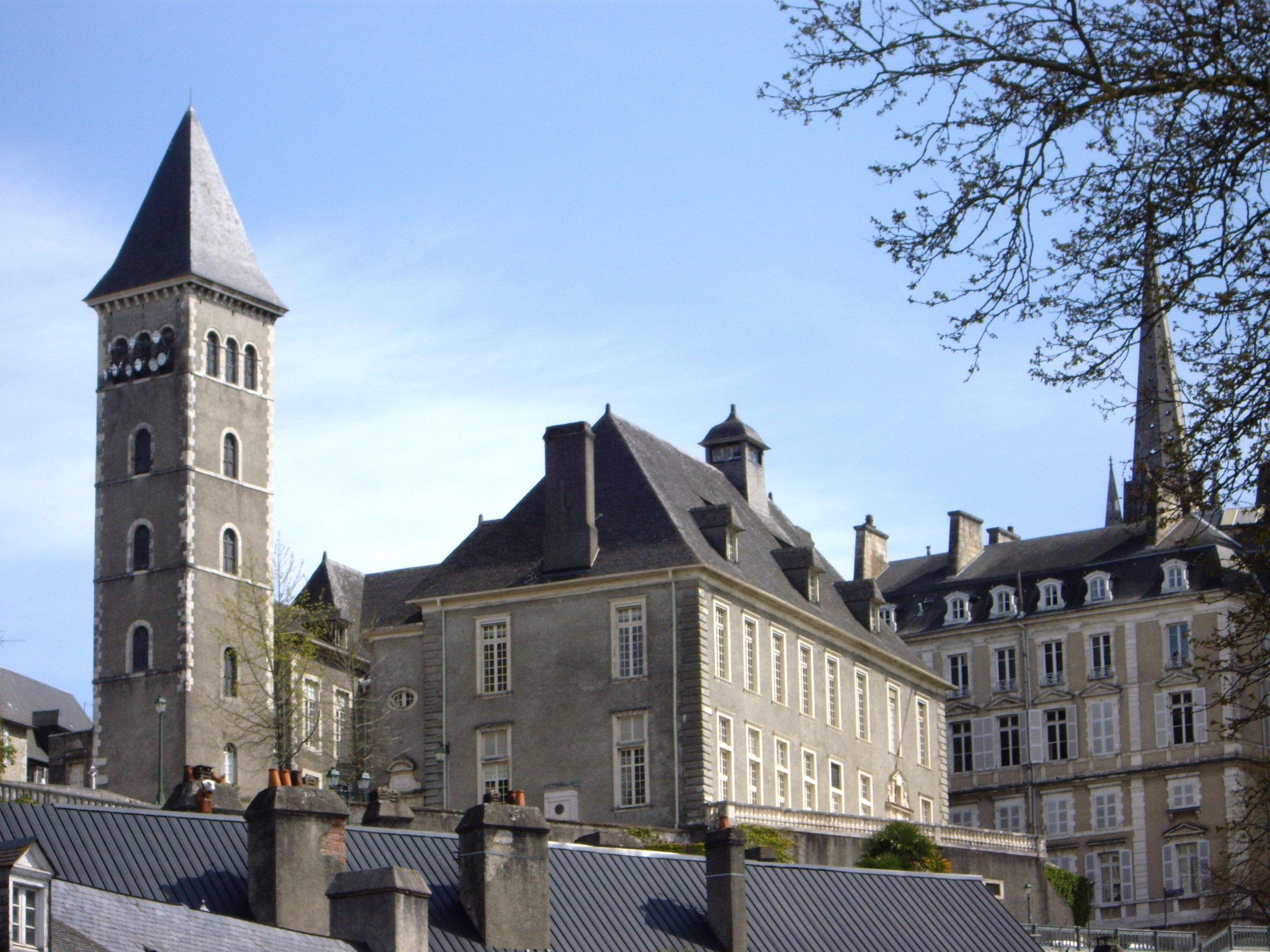
Parlement de Navarre

## Geografie
De oppervlakte van Pau bedroeg op 1 januari 2022 31,51 vierkante kilometer; de bevolkingsdichtheid was toen 2.495,1 inwoners per km².
Pau ligt op de rechteroever van de Gave de Pau. De Aygue Longue, de Ousse des bois en de Hédas (grotendeels overdekt) stromen door de gemeente.
De onderstaande kaart toont de ligging van Pau met de belangrijkste infrastructuur en aangrenzende gemeenten.

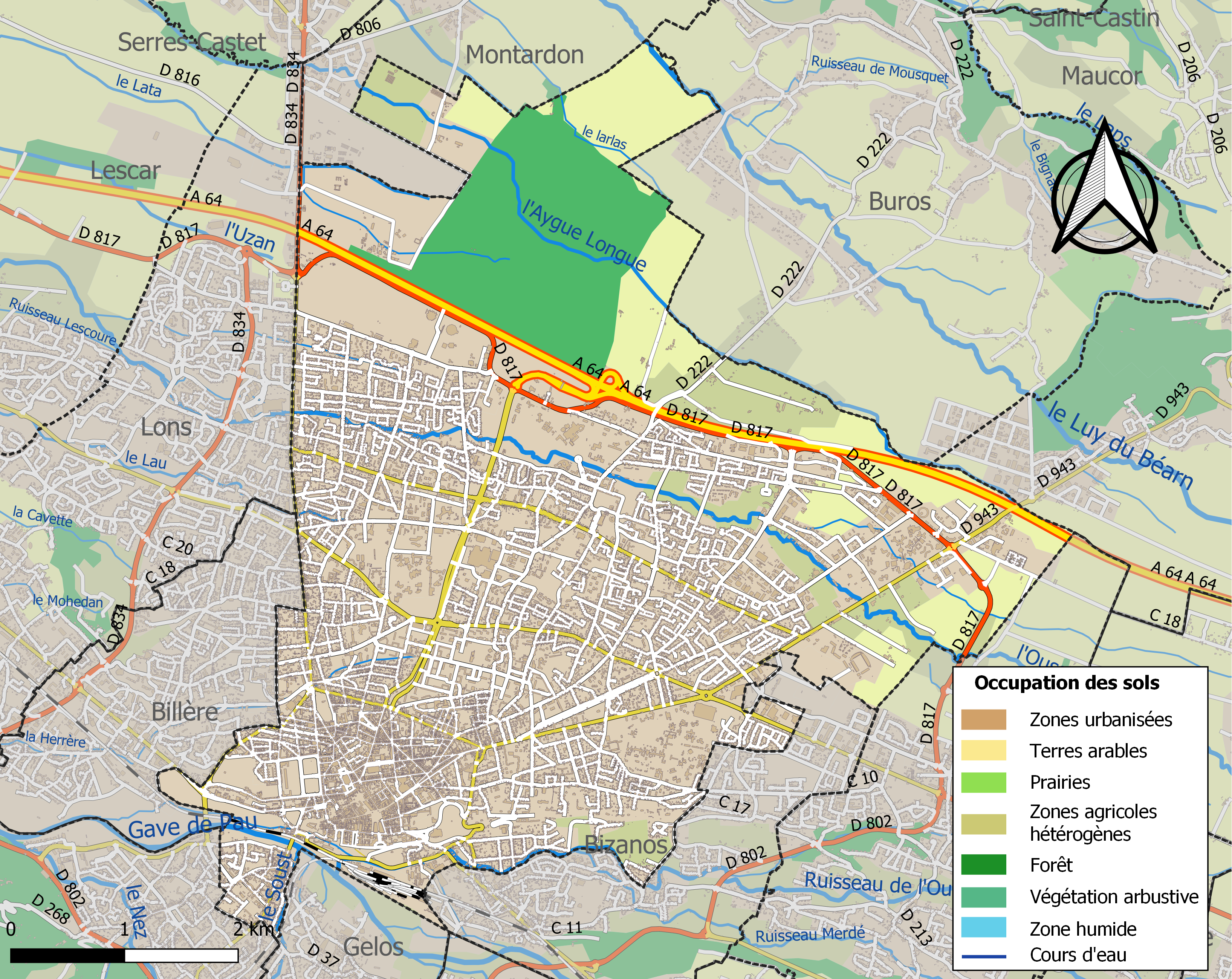

## Demografie
Onderstaande figuur toont het verloop van het inwonertal (bron: INSEE-tellingen).

## Verkeer en vervoer
In de gemeente ligt spoorwegstation Pau. De stad heeft ook een eigen luchthaven, namelijk Pau Pyrénées.
De autosnelweg A64 loopt door de gemeente.

## Economie

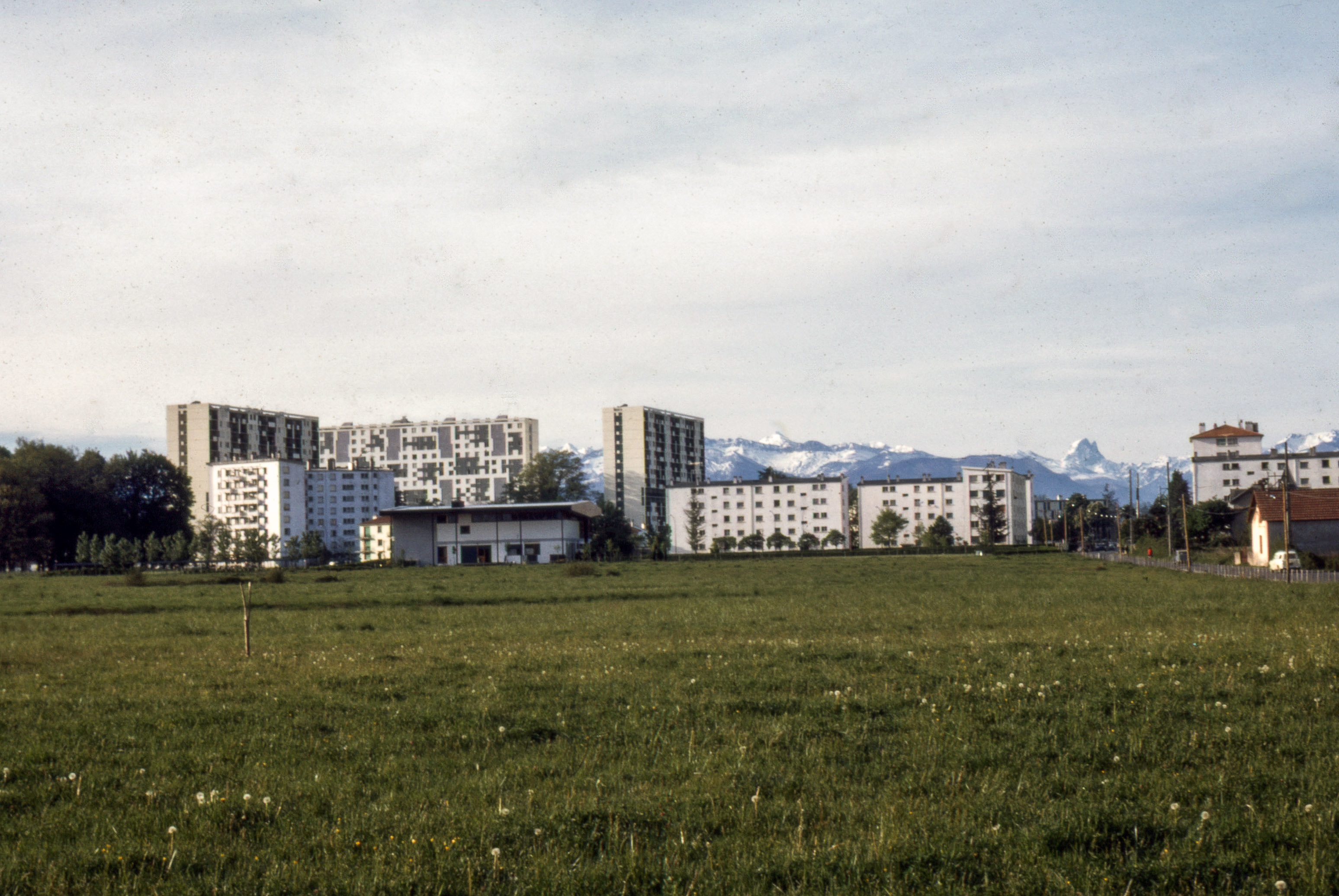
Universitaire campus van Pau

Van 1950 tot 1990 was Pau afhankelijk van de productie van gas en zwavel. Daarna waren de belangrijkste economische activiteiten de olie-industrie, de luchtvaartindustrie, toerisme en landbouw. In Pau is Elf Aquitaine opgericht. Dit bedrijf is tegenwoordig een onderdeel van Total.
In 1970 werd de UPPA (Université de Pau et des Pays de l’Adour) opgericht door het samenvoegen van verschillende universitaire instellingen die in de vorige decennia in Pau waren gevestigd. Deze universiteit heeft anno 2023 meer dan 13.000 studenten in Pau en vier campussen in de omgeving.

## Sport
Pau is bekend van de wielerkoers Tour de France. Pau is na Parijs het vaakst in de route opgenomen als etappeplaats. Dit heeft Pau te danken aan haar ligging nabij het gebergte de Pyreneeën. Doordat het gebied ten noorden van Pau vlak is, gaan er zowel vlakke als bergetappes naar Pau. De Italiaan Alfredo Binda won er in 1930 als eerste. Daarna volgden vele beroemde namen, waaronder Fausto Coppi, Federico Bahamontes, Gerrie Knetemann, Jean-Paul van Poppel en Erik Breukink. Drie renners wonnen er zelfs twee keer. Dat zijn de Fransen Bernard Hinault en Pierrick Fédrigo en de Belg Eddy Pauwels. In 2025 was Pau voor de 76e en voorlopig laatste keer etappeplaats.
In februari 1814 was het regiment van Wellington gelegerd bij Pau en twee Schotse officieren ontdekten de sportmogelijkheden van de vlakte van Billère. Twintig jaar later keerden dezelfde Schotten er met vrienden terug om er sport te beoefenen. Er werd paard gereden, tennis gespeeld, gejaagd en golf beoefend. Het klimaat beviel zo goed dat er steeds meer Britten kwamen wonen, en de eerste golfclub op het Europese vasteland werd in 1856 opgericht in Billère bij Pau.
Pau Football Club is de voornaamste voetbalclub van de stad. Pau FC speelt haar wedstrijden in stadion Nouste Camp.

## Geboren
- Hendrik van Navarra (1553-1610), koning van Frankrijk
- Jean-Baptiste Bernadotte (1763-1844), maarschalk van Frankrijk en koning van Zweden
- Charles-Denis Bourbaki (1816-1897), generaal
- Emma Liébel (1873-1928), zangeres
- André Courrèges (1923-2016), modeontwerper
- Sixtus Hendrik van Bourbon-Parma (1940), carlistisch pretendent van de Spaanse troon
- Michel Bensoussan (1954), voetballer
- Bertrand Cantat (1964), zanger van Noir Désir
- Philippe Rombi (1964), filmmuziekcomponist
- Stéphane Augé (1974), voormalig wielrenner en wielerploegleider
- Sébastien Chabbert (1978), voetballer
- Hervé Duclos-Lassalle (1979), wielrenner
- Matthieu Ladagnous (1984), wielrenner
- Vianney (1991), zanger

## Stedenbanden
Pau heeft een stedenband met:
- Daloa (Ivoorkust), sinds 1984
- Göttingen (Duitsland), sinds 1983
- Kofu (Japan), sinds 1977
- Mobile (Verenigde Staten), sinds 1975
- Pistoia (Italië), sinds 1975
- Sétubal (Portugal), sinds 1981
- Swansea (Verenigd Koninkrijk), sinds 1982
- Xi'an (China), sinds 1986
- Zaragoza (Spanje), sinds 1960